# Claus Cito
Nicolas Joseph 'Claus' Cito (Bascharage, 26 de maig de 1882 - Pétange, 5 d'octubre de 1965) fou un escultor luxemburguès.
Procedent d'una família italiana va estudiar a l'Acadèmia Reial de Belles Arts de Brussel·les. Va ser un cofundador del moviment de la secessió de Luxemburg el 1926 que va promoure l'expressionisme. Va exposar al primer saló el 1927.

## Obres
És popularment conegut per haver creat l'original monument nacional al caiguts del record, amb la figura femenina Gëlle Fra -«Dama d'or»-. Està situat a la plaça de la Constitució a la Ville Haute al centre de la Ciutat de Luxemburg, aquest monument va ser inaugurat el 1923.
El seu treball també es pot trobar a l'altar de la cripta de la Catedral de Nôtre-Dame de Luxemburg, l'estàtua de la Gran Duquessa Carlota de Luxemburg (1939) i el memorial a Ernest Cambier al parc Josaphat a Schaerbeek (Brussel·les).

## Premis
- Prix Grand-Duc Adolphe 1909 (ex aequo amb Lucien Wercollier)
- 1r premi a l''Exposició Internacional de Brussel·les'